# 東京精密
株式会社東京精密（とうきょうせいみつ、英: TOKYO SEIMITSU CO., LTD.）は、半導体製造装置と精密計測機器の製造販売を行うメーカーである。本社を東京都八王子市石川町に置く。

## 概要
真円度・円筒形状測定機は国内トップシェアであり、また半導体製造用プローバーでは世界トップシェアを占める。2002年4月に社内カンパニー制を導入し、半導体社、計測社、業務会社の3つのカンパニーに分けている。
コーポレートブランドは、2001年より導入した“ACCRETECH”（アクレーテク）。「ACCRETECH」とは、Accrete（共生）とTechnology（技術）を合体させた造語である。「世界中の優れた技術・知恵・情報を融合して世界No.1の商品を創り出し、皆様と大きく成長していく」という企業理念を一語で表したものである。
シンボルマークは東京精密のモットーを象徴させたもの。高速回転する金色の物体は、世界中から集めたリソース（人、物、金、情報）を表しており、この力を凝縮し、明確なターゲットをもって、最先端の強力な製品を次々と市場に投入していくさまが、物体中央から噴出している高速ジェット流で表現されている。「コマ」や「惑星」を表現したものではない。

## 主な製品
- 半導体製造装置

ウェーハプロービングマシン、ウェーハダイシングマシン、ポリッシュ・グラインダ、CMP、スライシングマシン、面取り機
- 精密計測機器

三次元座標測定機、表面粗さ・輪郭形状測定機、真円度測定機、光学測定機器、マシンコントロールゲージ、各種センサ、自動計測機器

## 沿革
- 1949年（昭和24年）- 東京精密工具株式会社設立。
- 1962年（昭和37年）- 株式会社東京精密に社名変更。東京証券取引所市場第二部に株式上場。
- 1963年（昭和38年）- 八王子工場第一期工事完成。
- 1969年（昭和44年）- 土浦工場第一期工事完成。
- 1986年（昭和61年）- 東京証券取引所市場第一部に株式上場。
- 1988年（昭和63年）- グループリーダー制の導入。
- 1994年（平成6年）- 八王子・土浦両工場にてISO 9001認証取得。
- 1998年（平成10年）- 八王子・土浦工場にてISO14001認証取得。
- 2001年（平成13年）- コーポレートブランド「ACCRETECH（アクレーテク）」導入。
- 2002年（平成14年）- カンパニー制、執行役員制の導入。
- 2010年（平成22年）- 本社を八王子市に移転。

## 事業所
- 【本社】八王子
- 【工場】八王子、土浦
- 【営業所】宮城、土浦、さいたま、東京、厚木、長野、新潟、浜松、名古屋、富山、大阪、姫路、広島、福岡、大分
- 【海外事業所】アメリカ、メキシコ、ブラジル、ドイツ、フランス、イタリア、中国、韓国、台湾、シンガポール、タイ、マレーシア、ベトナム、インドネシア

## 関連会社
- 株式会社東精エンジニアリング
- 株式会社トーセーシステムズ
- 株式会社アクレーテク・クリエイト
- 株式会社アクレーテク・ファイナンス
- 株式会社東精ボックス
- Accretech America Inc.
- Accretech （Europe） GmbH
- 東精精密設備（上海）有限公司
- Accretech Korea Co., Ltd.
- Accretech （Malaysia） Sdn. Bhd.
- Accretech （Singapore） Pte. Ltd.
- Accretech Taiwan Co., Ltd.
- Accretech (Thailand) Co., Ltd.
- Accretech Vietnam co., Ltd.
- PT Accretech Indonesia
- Accretech do Brasil Ltda.
- TOSEI America, Inc.
- TOSEI Canada Measuring Inc.
- TOSEI Mexico, S.A. de C.V.
- TOSEI Brasil Comércio de Instrumentos de Medição Ltda.
- Accretech-Tosei Hungary Kft.
- 東精計量儀（平湖）有限公司
- TOSEI Korea Co., Ltd.
- TOSEI Taiwan Co., Ltd.
- TOSEI Engineering Pvt. Ltd.
- TOSEI （Thailand） Co., Ltd.
- PT TOSEI Indonesia.
- TOSEI Engineering Malaysia. Sdn. Bhd.
- TOSEI Philippines Corp.